# Eatingowie
Eatingowie – przydomek części członków anglosaskiego arystokratycznego rodu Leodwaldingów w Nortumbrii, pochodzący od imienia Eaty, ojca Eadberta, pierwszego Eatinga, który osiągnął znaczną pozycję polityczną.
Znani Eatingowie:
- Eadbert z Nortumbrii - król w latach 738-758
- Oswulf z Nortumbrii - król w roku 758
- Osgifu z Nortumbrii - żona Alhreda, matka Osreda II
- Elfwald I z Nortumbrii - król w latach 779-788
- Elf z Nortumbrii - syn Elfwalda, atheling Nortumbrii, zabity w 791 przez Etelreda
- Elfwine z Nortumbrii - syn Elfwalda, atheling Nortumbrii, zabity w 791 przez Etelreda